# Erupción de Trevejos de 1706
La erupción de Trevejos, también llamada de Garachico o de Arenas Negras, fue una erupción volcánica ocurrida en 1706 en el norte de la isla de Tenerife ―Canarias, España―. Se trata de una de las cinco erupciones históricas ocurridas en la isla, estando considerada como el fenómeno volcánico histórico de mayor impacto socioeconómico de la misma.
La erupción duró cuarenta días y provocó daños a las poblaciones de El Tanque, San Pedro de Daute y principalmente a Garachico. Aquí la lava cegó por completo el puerto de la villa, uno de los más importantes de la isla desde la colonización española en el siglo xv por su comercio de vinos con América y Europa, terminando con el periodo dorado de la localidad.
El investigador tinerfeño Pedro Tarquis Rodríguez se refirió a esta erupción y sus consecuencias como «la Pompeya canaria».
El cono volcánico y las coladas de lava solidificadas asociadas a la erupción se encuentran dentro de la reserva natural especial del Chinyero.

## Toponimia
La erupción es conocida como de Trevejos por haber ocurrido en este paraje de las cumbres de El Tanque y Garachico, sin embargo, el propio volcán es denominado como Montaña Negra.
Además, la erupción también es conocida como de Garachico, por haber causado la destrucción de la villa y puerto, o de Arenas Negras, por la zona inmediata al cono que quedó cubierta de lapillis o picón de color negro.

## Desarrollo de la erupción

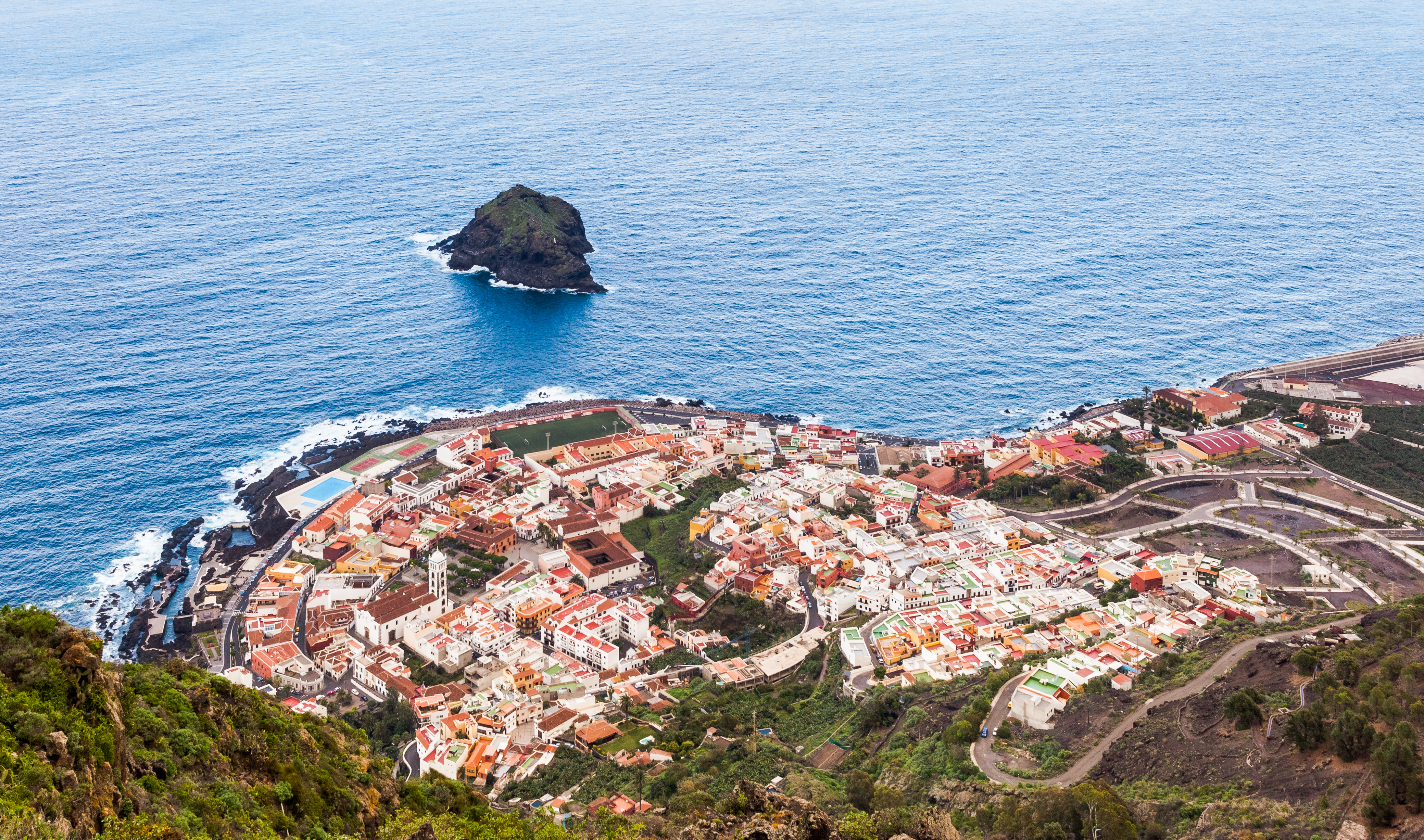
Panorámica de la villa de Garachico.

En los siglos xvii y xviii, el puerto de Garachico era el puerto comercial más importante de la isla, con intercambios de mercancías como vino y azúcar con destino a América y Europa. La villa de Garachico fue fundada por el banquero genovés Cristóbal de Ponte tras la conquista de Tenerife en 1496. La villa se había enriquecido gracias a su puerto que permitió que en la ciudad abundaran palacios, haciendas, casas señoriales, ricos conventos y monasterios, así como fastuosas iglesias. Garachico es uno de los cascos histórico–artísticos mejor conservados y representativos del archipiélago canario.
Durante la madrugada del 5 de mayo de 1706, el volcán Trevejo explotó y derramó sus coladas hacia el mar por el cauce de un barranco de gran inclinación debido a la orografía de la isla. La erupción arrasó parte de la Villa y por completo su puerto que quedó totalmente cubierto. Siete coladas de lava descendieron por la ladera arrasando y sepultando gran parte de la localidad. 
El historiador ilustrado José de Viera y Clavijo describió el suceso setenta años después de la siguiente manera:

El día 5 de mayo de 1706 reventó por la cima del alto risco y corriendo arrebatadamente sobre el pueblo aquel feroz torrente de peñas y materia encendida en dos brazos trastornaba y reducía todo a cenizas. Un brazo tupió el puerto, retirando el mar y dejando sólo un caletón incómodo, aun para los vasos pequeños. Otro abrasó la iglesia parroquial, el convento de San Francisco, el monasterio de Santa Clara y toda la calle de arriba, donde estaban los edificios más suntuosos, de que se conservan nobles fragmentos. Apenas tuvieron tiempo y valor aquellos habitantes para huir de la nueva tierra de Pentápolis. Mujeres, viejos, niños, religiosas, enfermos, unos a caballo, otros a pie, otros por la mano, otros a rastros, salieron de tropel hacia Icod, cargados de las alhajas más preciosas. Mucho resplandeció en esta catástrofe la generosidad del ayuntamiento, contribuyendo sobre todo con un subsidio para conducir las religiosas a La Laguna; pero mucho más la generosidad del general don Agustín de Robles, que, habiendo asistido con el mayor desvelo al alivio de este desastre, gastó más de 3 000 pesos de su caudal para llevar desde muy lejos el sustento a aquellos vecinos errantes y facilitarles caballerías para el transporte. La pérdida fué imponderable y la mutación del terreno espantosa. El «antepecho de esmeraldas» pareció cubierto de tostadas bayetas. Desaparecieron las viñas, las aguas, los pájaros, el puerto, el comercio y el vecindario.

La escritora victoriana Olivia Stone, en su viaje a Canarias en 1883 tomó testimonios de la erupción y realizó una descripción del suceso: 

Se escucharon roncos sonidos en el subsuelo y el mar comenzó a retirarse de la costa. El Pico se cubrió de fuego, el aire se llenó de gases de azufre que asfixiaron a los desgraciados animales y el agua se transformó en vapor, como si de un manantial caliente se tratase. De repente el suelo tembló y se resquebrajó. En lo alto, once millas al noroeste del Pico, brotaron de un cráter ríos de lava que se extendieron sobre la llanura a sus pies. La ciudad de Garachico, cubierta de lava, desapareció completamente. El mar regresó a las costas, cubriendo los escombros, y las cenizas cubrieron lo que antes había sido Garachico.

Hay que tener en cuenta que a pesar del tono apocalíptico de la narración de Stone, la erupción no provocó la total destrucción de la ciudad.

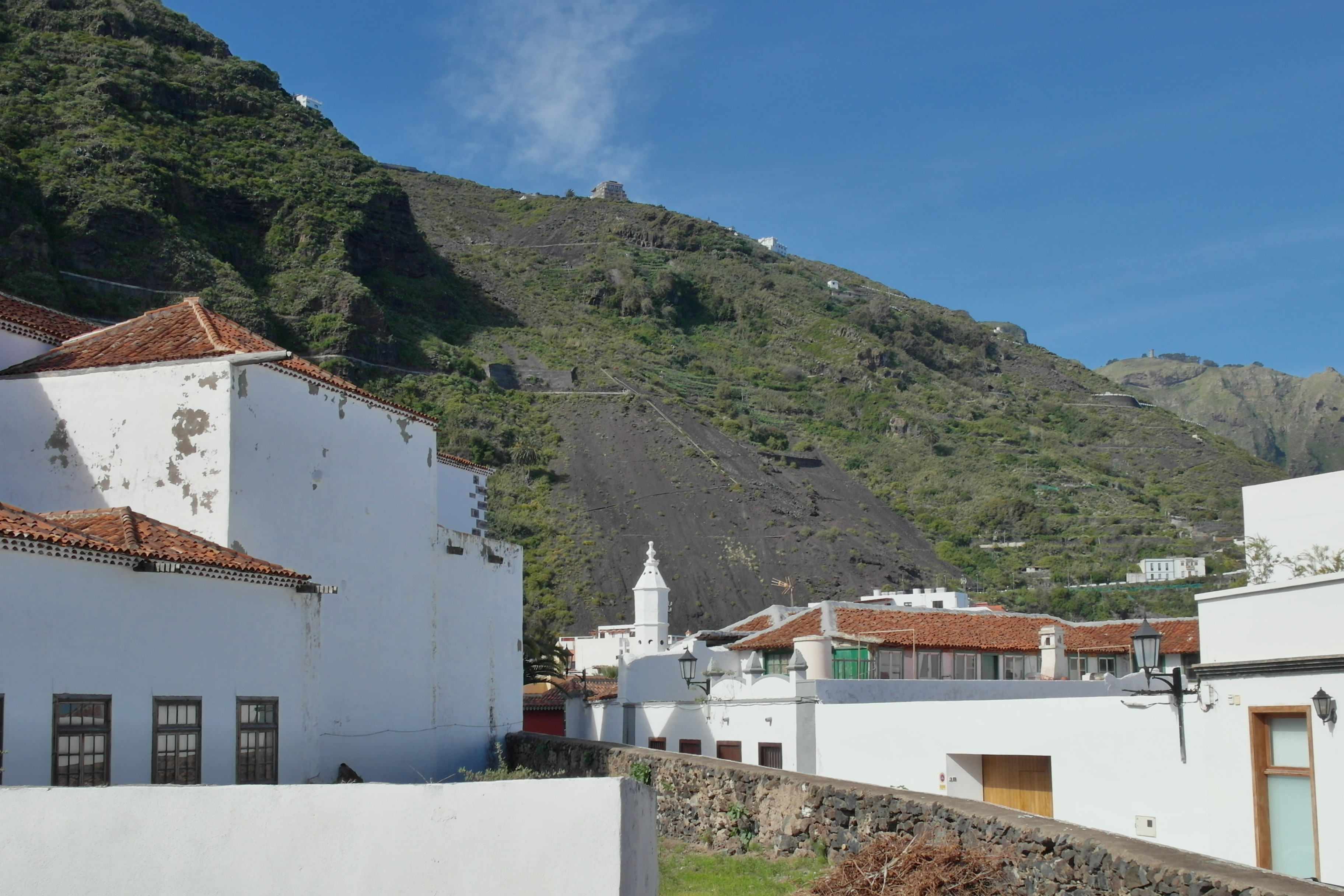
Vista de las coladas que descendieron hacia la villa de Garachico.

A pesar de todo no hubo víctimas mortales, pues la gente pudo resguardarse. De hecho, por ejemplo, durante la erupción las monjas del monasterio de la Inmaculada Concepción fueron evacuadas y no retornarían hasta dos años más tarde, a pesar de que el monasterio en sí no sufrió daños por la erupción.
Las coladas de lava llegaron hasta el mar lo que hizo ganar territorio al municipio, además de crearse unas piscinas naturales y charcos conocidos como El Caletón. La erupción también afectó a parte de la vecina localidad de El Tanque aunque en bastante menor medida.

## Consecuencias
La erupción del volcán Trevejo ha sido hasta la fecha, el fenómeno volcánico que mayor impacto económico y social ha tenido lugar en la isla de Tenerife. Esto a pesar de ser un evento con un relativamente bajo índice de explosividad.
Esta erupción no se cobró pérdidas humanas pero sí que afectó al desarrollo histórico, económico y artístico de Garachico, pues sepultó el antiguo puerto e importantes joyas arquitectónicas del municipio. Por ejemplo, las coladas de lava se detuvieron sorprendentemente a los pies de la iglesia parroquial de la villa, la iglesia de santa Ana, sin embargo, las coladas estaban lo suficientemente cerca como para que el calor incendiara parte del templo y tuvo que ser reedificada entre 1714 y 1721. La erupción también arrasó con los conventos de San Diego, Santa Clara y San Francisco, así como la casa del conde de La Gomera.
Después de este desastre natural, los comerciantes pasaron a utilizar el muelle de Puerto de la Cruz y Garachico quedó como un pequeño puerto de pescadores. Esto provocó que evidentemente se suspendiera el comercio internacional de la villa contribuyendo a su decadencia.